# لی ژائویی
لی ژائویی (انگلیسی: Li Zhaoyi؛ متولد ۲۵ اوت ۱۹۹۴) یک تکواندوکار چینی است.
وی در مسابقات قهرمانی تکواندو جهان ۲۰۱۱ پس از شکست در برابر کیم سو-هوی در بازی نهایی، در کلاس سبک‌وزن مدال نقره را بدست آورد. ژائویی در مسابقات تکواندو قهرمانی آسیا ۲۰۱۲ برنده مدال نقره، و در بازی‌های آسیایی ۲۰۱۴ نیز صاحب مدال نقره شد.